# Медресе Биби-ханым
Медресе Биби-ханым — утраченное здание медресе в Самарканде (Узбекистан), воздвигнутое в 1399 году при Тимуре на средства его старшей жены Сарай-мульк ханым (Биби-ханым).
Одно из двух столичных медресе построенных при жизни Тимура. Оно пользовалось особой славой в правлении Тимура.

## История
При Тимуре (1370—1405) в некоторых медресе не только готовили кадры образованного духовенства, но и воспитывали юношей из аристократических семей, готовившихся к государственной карьере.
В правлении Тимура особой славой пользовалось медресе, воздвигнутое его старшей женой Сарай-мульк ханым, находившееся напротив соборной мечети Тимура, также известная именем мечети Биби-ханым. Медресе не уступало мечети своим великолепием. Современники отмечали необычайную роскошь и колоссальные масштабы здания. По свидетельству одного из них портал медресе даже превосходил размерами громадный портал мечети Биби-Ханым, что вызвало чрезвычайный гнев Тимура, который нигде и ни в чём не терпел соперничества. В ансамбль медресе входила женская династическая усыпальница — мавзолей Биби-Ханым, дошедшая до наших дней.
Из числа медресе той эпохи, медресе Биби-ханым отличалось своими редко встречающимися восьмиугольными минаретами, гладким, а не рубчатым, главным куполом и сталактитовым карнизом под ним.
В середине 1960-х годов сотрудниками Института механики и сейсмостойкости сооружений были начаты работы по восстановлению медресе Биби-ханым. Были созданы схемы его восстановления, разработаны чертежи, проведены натурные исследования. Значительная поддержка им была оказана со стороны И. М. Муминова, возглавлявшим Республиканский комитет по охране памятников. Он внимательно разобрался во всех тонкостях этой проблемы, ознакомился с многочисленными проектами восстановления и консервации. Но некоторые искусствоведы и работники Министерства культуры возражали против восстановления, предлагая ограничится консервацией памятника.